# Różana (Nowy Kościół)
Różana (niem. Rosenow) – przysiółek wsi Nowy Kościół w Polsce, położony w województwie dolnośląskim, w powiecie złotoryjskim, w gminie Świerzawa, w Górach Kaczawskich w Sudetach Zachodnich. Przysiółek położony jest nad Kaczawą.
W latach 1975–1998 przysiółek położony był w województwie jeleniogórskim.

## Zabytki
Do wojewódzkiego rejestru zabytków wpisane są:
- młyn wodny, nr 3, z pocz. XX w.
- młyn wodny, nr 9, z 1827 r.